# Anna Búnina
Anna Petrovna Búnina (en ruso: А́нна Петро́вна Бу́нина, 18 de enero de 1774 - 16 de diciembre de 1829) fue una poetisa rusa, conocida por ser la primera escritora rusa que vivió exclusivamente de su obra literaria. Es pariente del ganador del premio Nobel Iván Bunin.

## Biografía
Anna nació en el pueblo de Urusovo en la gobernación de Riazán (actualmente en el óblast de Lípetsk). Su madre murió en parto y fue criada por varios parientes recibiendo sólo una educación rudimentaria. Empezó a escribir alrededor de los 13 años de edad, publicando su primer trabajo en 1799.
Se mudó a San Petersburgo en 1802 con la ayuda de una pequeña herencia de su padre, estableciendo un hogar propio y continuando su educación mediante tutores. Se dedique enteramente a la escritura gracias al apoyo con ayuda de patrones y mecenas y los ingresos de las ventas de sus obras. La familia imperial rusa le otorgó pensiones en 1809, 1810 y 1813. De 1807 a 1810 fue parte de la tertulia literaria de Gavrila Derzhavin y Alejandro Shishkov. Había sido presentada a Shishkov, que se convertiría en un mentor para ella, gracias a sus conexiones familiares. En 1811 fue nombrada miembro honorario de los Amantes de la Palabra Rusa.
Su primer trabajo fue La Musa Novata, publicada en 1809, seguido por un segundo volumen bajo el mismo título en 1812. Viajó a Gran Bretaña en 1815-17 para un tratamiento de cáncer de pecho, que resultó infructuoso. Publicó un volumen de Trabajos escogidos en 1819. En 1820 fue nombrada miembro honorario de la Sociedad Libre de Amantes de la Literatura, la Ciencia y las Artes. Dejó San Petersburgo en 1824 al empeorar su enfermedad y pasó a residir con parientes pero manteniendo su independencia financiera. Murió en Denisovka, gobernación de Riazán, en 1829 y fue enterrada en Urusovo.

## Recepción crítica
Búnina trabajó temas más diversos usando diferentes estilos y métricas, con más variedad que poetisas rusas previas. Su trabajo incluye observaciones originales sobre las experiencias femeninas, especialmente en sus conflictos con los hombres. Su poesía fue popular en su tiempo, llegando a ser famosa y objeto de sátira de sus rivales del Coloquio, incluyendo los de la Sociedad Arzamas, opuestos a la estética conservadora de los Amantes de la Palabra Rusa a los que pertenecía Búnina. Sus trabajos fueron en gran parte olvidados tras su muerte, en parte por los ataques de ducha sociedad, lo que limitó su influencia posterior.